# فندق سافوي (لندن)
فندق سافوي هو فندق فخم يقع في شارع ستراند في لندن، ضمن المنطقة المعروفة باِسم لوست إند بلندن.
افتتح عام 1889م، وبدأت عملية تجديده سنة 2007م كلفت 100 مليون جنيه واستغرقت عدة سنوات. وكان الوليد بن طلال قد اشترى الفندق عام 2005م.